# Malik Cherchari
Abdelmalik Cherchari (* 20. August 1974; † 26. Januar 2013 in Le Pont-de-Claix) war ein französischer Boxer.

## Amateurkarriere
Malik Cherchari boxte als Amateur im Halbwelter- und Weltergewicht. Er wurde 1996 Französischer Meister und gewann die Silbermedaille beim Multinationen-Turnier in England, nachdem er erst im Finale gegen Serhij Dsynsyruk ausgeschieden war. 1997 gewann er erneut die Silbermedaille bei den Spielen der Frankophonie in Madagaskar, als er erneut erst im Finale gegen Fathi Missaoui unterlag.
Bei den Weltmeisterschaften 1997 in Ungarn verpasste er nur knapp die Medaillenränge, als er im entscheidenden Viertelfinalkampf umstritten mit 5:5+ gegen Tonton Semakala verlor. Beim Golden-Belt-Turnier 1999 in Rumänien siegte er unter anderem gegen Mihály Kótai, schied aber dann im Halbfinale gegen Dorel Simion aus, womit er Bronze gewann. Eine weitere Bronzemedaille gewann er nach einer Halbfinalniederlage gegen Muhammadqodir Abdullayev beim French Open Turnier 1999 in Frankreich. Ebenfalls 1999 gewann er das Gee-Bee-Turnier in Finnland.

## Profikarriere und Tod
Im Jahr 2000 wechselte er ins Profilager und gewann zwölf Aufbaukämpfe in Frankreich, ehe er am 13. Dezember 2002 im italienischen Piacenza um den Interkontinentalen Meistertitel der WBA im Halbmittelgewicht boxte und dabei den ungeschlagenen Simone Rotolo durch K. o. in der neunten Runde besiegte. Vier Monate darauf gewann er nach Punkten gegen den späteren Europameister Rafał Jackiewicz.
Seine einzige Niederlage erlitt er im Mai 2003 gegen Fatah „Brice“ Faradji. Nach zwei folgenden Siegen beendete er seine Karriere im März 2005.
2013 starb er an den Folgen eines Herzinfarktes im Alter von nur 38 Jahren.

## Weblink
- BoxRec

| Personendaten    | Personendaten         |
| ---------------- | --------------------- |
| NAME             | Cherchari, Malik      |
| ALTERNATIVNAMEN  | Cherchari, Abdelmalik |
| KURZBESCHREIBUNG | französischer Boxer   |
| GEBURTSDATUM     | 20. August 1974       |
| STERBEDATUM      | 26. Januar 2013       |
| STERBEORT        | Le Pont-de-Claix      |